# Бальян, Симон
Симон Бальян (1846, Стамбул — 1894, Стамбул) — османский архитектор из известного армянского рода архитекторов Бальянов.

## Биография
Родился в 1846 году в Стамбуле. Младший из четырёх сыновей архитектора Карапета Бальяна и его жены Назени Бабаян. Братья Саркис, Никогос и Акоп также были архитекторами. Окончил парижский художественный лицей. Работал совместно с братьями Акопом и Саркисом. Участвовал в оформлении здания военного министерства (ныне здание Стамбульского технического университета), павильона Йылдыз и других проектов братьев.